# Ту-116
Ту-116 (Ту-114Д), «Проект 116» — пассажирский вариант серийного бомбардировщика Ту-95М для межконтинентальных полётов представителей высшего руководства СССР, литера «Д» означает «дипломатический», а не «дальний», как ранее публиковалось в литературе.
В Ту-116 было переоборудовано два бомбардировщика Ту-95М, на случай возможной задержки в сроках доводки авиалайнера Ту-114. Самолёт переоборудовался следующим образом — полностью демонтировались все узлы и агрегаты вооружения, в центроплане монтировалась герметичная пассажирская кабина из двух отсеков с иллюминаторами. Отсек для первых лиц государства рассчитывался на трёх персон, второй салон — на 20 человек. Также имелись кухня, туалет, служебное помещение для охраны. В задней части днища гермокабины имелся опускаемый вниз входной трап. Экипаж самолёта состоял из двух пилотов, бортинженера, бортрадиста, штурмана-навигатора и штурмана-лоцмана (при международных перелётах). В пассажирской кабине были два бортпроводника и штурман, для информирования высших персон о параметрах полёта и другой специальной информацией, требующей авиационного образования. За кабиной экипажа оборудовали отсек с дополнительными маслобаками для двигателей и гидросистемы самолёта. В хвостовой части фюзеляжа был установлен контейнер с парашютом, предназначенным для экстренного снижения. Для спасения людей при приводнении, на самолёте были установлены две аварийные надувные лодки ЛАС-5 и три надувных плота. Оба самолёта имели гражданскую окраску и регистрационные номера «Аэрофлота». Построено два экземпляра (№ 7801 и № 7802). Модификация Ту-114 с таким же названием Ту-114Д к самолёту Ту-116 не имеет отношения и её индекс является совпадением.

## История
Техническое задание на разработку рабочего проекта переоборудования двух серийных бомбардировщиков Ту-95 в пассажирский вариант было выдано ОКБ-156 практически одновременно с выходом Постановления СМ СССР, от 12 августа 1955 года, на проектирование и постройку на базе Ту-95 межконтинентального пассажирский авиалайнера Ту-95П (проект «114»), с установлением срока предъявления его на совместные заводские и государственные испытания во втором квартале 1957 г. Согласно техническому заданию: высококомфортабельный пассажирский лайнер (проект «116») предназначался для выполнения межконтинентальных полётов высших государственных руководителей Союза ССР с сопровождающими и охраной; должен перевозить 400 кг багажа и до 24 пассажиров, включая обслуживающий персонал: бортпроводник, повар и штурман-информирующий пассажиров о ходе полёта; в случае необходимости − 10÷12 человек вооружённой охраны. Потребность в таком самолёте возникла в связи с «потеплением» отношений между СССР и США (использование Ил-14 не соответствовало статусу СССР). Разработка проекта «116» велась на случай срыва сроков доводки лайнера «проект 114»… С учётом относительной простоты переделки, первоначальный срок предъявления самолёта «116» на испытания был установлен — сентябрь 1956 года, однако 28 марта 1956 года, ввиду перегруженности ОКБ-156 выполнением срочных заданий по боевым самолётам, СМ СССР был вынужден перенести установленный срок.
В апреле 1956 года рабочий проект «116» предъявлен заказчику и был утверждён в октябре 1956 года. В отличие от серийного бомбардировщика Ту-95, самолёт «116» имел следующие конструктивно-компоновочные особенности: демонтировано всё оборонительное и бомбардировочное вооружение; грузовой отсек (за центропланом) и объём фюзеляжа за ним — переоборудованы в пассажирскую гермокабину общим объёмом 70,5 м³, достаточным для размещения: 20÷24 пассажиров в двух пассажирских салонах, с комфортабельным отделением для главы делегации; туалетной комнаты; гардероба; служебной комнаты; в бортовых панелях пассажирской гермокабины выполнены круглые иллюминаторы. В первом пассажирском салоне располагались 6÷8 человек, во втором — до трёх «главных пассажиров». Интерьер пассажирских салонов соответствовал статусу руководителей государства, установлены диваны и диван-кровати, предусмотрена установка радиолы «Мир» и системы пневмопочты для связи с экипажем. В конце пассажирской кабины (в хвостовом гермоднище-гермошпангоуте, выполнена входная дверь, за которой оборудован тамбур с входным трапом — опускающимся вниз, через люк (он же аварийный) в нижней части фюзеляжа. В хвостовой части фюзеляжа расположен отсек с посадочными осветительными авиабомбами и парашют аварийного снижения.
Лётный экипаж располагался в носовой гермокабине (как на Ту-95), в составе: два пилота, штурман-навигатор, штурман-оператор, бортинженер, борттехник и бортрадист, предусмотрено место для штурмана-лоцмана — для полётов по зарубежным трассам. За передней гермокабиной установлен контейнер с резервным запасом рабочих жидкостей (первые Ту-95М имели повышенные расходы масла в силовой установке и гидросистемах). Установлено самое современное, по тому времени, бортовое связное и радионавигационное оборудование:
- радиостанция коротковолнового диапазона «Гелий» с приёмником РПС;
- радиостанция 1-РСБ-70М с приёмником УС-8;
- три комплекта радиостанции РСИУ-4П;
- два автоматических радиокомпаса АРК-5;
- радиовысотомеры РВ-17 и РВ-2;
- оборудование слепой посадки СП-50 «Материк»;
- сохранён панорамный радиолокатор «Рубидий-ММ».

На случай аварийной посадки на воду на борту имелись спасательные лодки ЛАС-5 и два плота СП-12. Запас топлива (общий объём 77 800 л, размещён в 66 мягких баках), обеспечивал максимальную техническую дальность полёта 11 190 км.
В 1957 году два серийных бомбардировщика: Ту-95 зав. № 6800402 и Ту-95М зав. № 7800409 были переоборудованы в соответствии с рабочим проектом «119» в пассажирские самолёты для межконтинентальных перевозок высоких правительственных делегаций, под обозначением Ту-116. Один самолёт предназначался для Н. С. Хрущёва, второй для Н. А. Булганина. Самолёты после переделки получили № 7801 и 7802 соответственно и гражданские регистрационные номера Аэрофлота: СССР-76462 и СССР-76463.
23 апреля 1957 года первый Ту-116 (борт № 7801) выполнил первый полёт и проходил заводские испытания по 4 октября 1957 года.
3 июня 1957 года выпущен второй Ту-116 (борт № 7802) — передан на госиспытания в феврале 1958 года.
2 марта 1958 года Ту-116 (борт № 7802) выполнил первый полёт с заводского аэродрома.
8 марта 1958 года Ту-116 (борт № 7802) перелетел на аэродром Чкаловский в распоряжение Государственного лётно-испытательного центра. Государственные испытания провёл экипаж в составе лётчиков-испытателей В. К. Бобрикова и В. С. Кипелкина, штурманов-испытателей Н. С. Зацепы и В. С. Паспортникова, бортрадиста В. С. Попова. В испытательных полётах участвовал лётчик-испытатель ОКБ-156 И. К. Ведерников, впоследствии поднимавший в воздух многие модификации Ту-95/Ту-142.
После постройки самолётов были проведены всесторонние испытания, в том числе выполнен ряд полётов и перелётов на максимальную дальность и продолжительность полёта. В ходе испытаний Ту-116 № 7802 выполнил беспосадочный полёт по маршруту Чкаловский — Иркутск — Чкаловский протяжённостью 8600 км со средней скоростью 800 км/ч (остаток топлива в баках после посадки позволял пролететь ещё около 3000 км).
Последующие полёты выполнены по маршрутам:
- Чкаловский — Воздвиженка (Дальний Восток) — Чкаловский;
- Чкаловский — Диксон — мыс Тайгонос — Украинка (Дальний Восток);
- Чкаловский — Петропавловск-Камчатский — Ташкент; Ташкент — Душанбе — Фрунзе (ныне Бишкек) — Диксон — Великие Луки — Чкаловский; * Чкаловский — Ленинград (ныне СПб) — Таллин — Рига — Вильнюс — Минск — Киев — Тбилиси — Ереван — Баку — Ашхабад — Ростов-на-Дону — Чкаловский.

28 июля 1958 года Ту-116 (борт № 7802) выполнил полёт с тремя промежуточными посадками, суммарная дальность маршрута составила 34 000 км. Одновременно на Ту-116 № 7801 экипаж во главе с лётчиком-испытателем Н. Н. Харитоновым совершил беспосадочный перелёт по маршруту: Москва — озеро Байкал — Москва, со средней скоростью 740 км/ч. В ходе испытаний на Ту-116 № 7802 заменили военные опознавательные знаки на символику Аэрофлота, с присвоением гражданского регистрационного номера СССР-76463.
Оба самолёта Ту-116 успешно прошли Госиспытания с присвоением обозначения Ту-114Д, по лётным характеристикам они практически не уступали Ту-95, но в парк правительственного отряда переданы не были, в связи с признанной недостаточной надёжностью силовой установки (на ТВД НК-12М отсутствовала система всережимного автоматического флюгирования воздушных винтов), и были переданы в строевые части ВВС ДА, эксплуатирующие бомбардировщики Ту-95 (1023 тбап на аэр. Чаган и 409 тбап на аэр. Узин).
Первоначально установленные на Ту-116 двигатели НК-12М не имели системы всережимного автоматического флюгирования воздушных винтов, из-за чего требования к подготовке экипажей были чрезвычайно высоки. После внедрения системы всережимного флюгирования на ТВД НК-12МВ самолёты были доработаны под установку НК-12МВ.
В ноябре 1957 года проводились доводочные испытания первого опытного авиалайнера Ту-114, обладающего значительно более высоким уровнем комфорта для выполнения правительственных перевозок, на который также установили более надёжные ТВД НК-12МВ.

## Эксплуатация
Существует легенда, что Н. С. Хрущёв, планировавший лететь на Ту-116 во время своего первого визита в США, отказался от этой идеи, когда узнал, что пассажирская рампа у самолёта расположена в задней нижней части фюзеляжа, под хвостом, как у Як-40 (при этом он якобы сказал следующее: «Меня будет встречать американский президент и представители американских СМИ. Я должен приветствовать их стоя высоко, во весь рост, от двери, а не вылезать из задницы самолёта»). Однако, эта легенда вряд ли имеет под собой основания, так как Як-40 совершил первый полёт в 1966 году, уже спустя два года после отстранения Хрущёва от власти.
Оба самолёта после испытаний были переданы ВВС СССР.
В строевых частях ВВС самолёты Ту-116 эксплуатировались в течение почти 30 лет (до начала 1990-х годов), выполняли специальные перевозки инженерно-технического состава на оперативные аэродромы, различных делегаций, комиссий, военачальников, ответственных работников МАП.
По состоянию на 1996 год Ту-116 № 7801 был частично утилизирован, его отдельные части находились в Узине. 

Второй Ту-116, после списания в 1996 году, находится в головном отраслевом музее истории гражданской авиации в Ульяновске.